# Eulithis sperringi
Eulithis sperringi är en fjärilsart som beskrevs av Edward Alfred Cockayne 1946. Eulithis sperringi ingår i släktet Eulithis och familjen mätare. Inga underarter finns listade i Catalogue of Life.